# World Triathlon

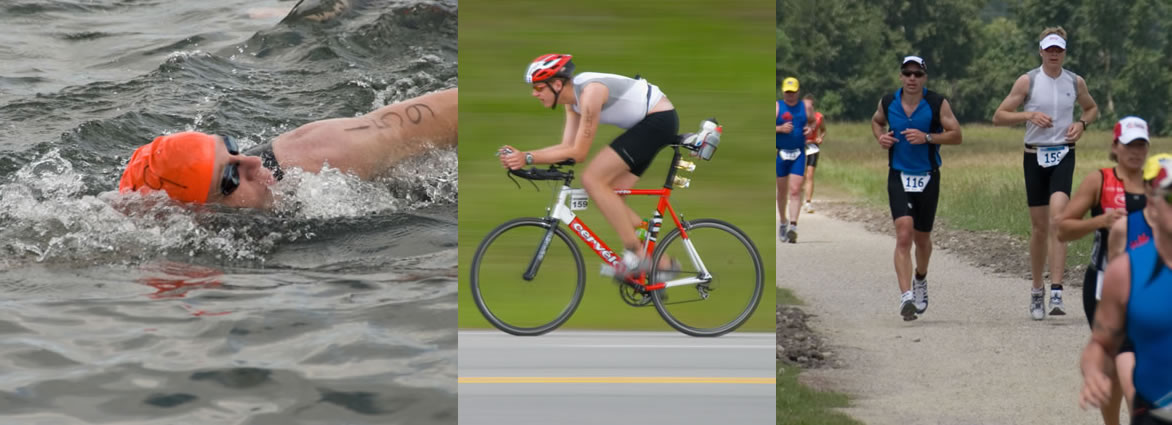
Zwemmen, fietsen, lopen bij een triatlon

World Triathlon, tot oktober 2020 International Triathlon Union (ITU), is een internationale sportbond die opkomt voor de belangen van de beoefenaars van triatlon, duatlon en aquatlon, verschillende multisportdisciplines in verschillende combinaties en afstanden van zwemmen, fietsen en lopen.
De World Triathlon werd formeel opgericht in 1989 op het eerste congres van de organisatie in Avignon in Frankrijk. Het hoofdkwartier is gevestigd in Lausanne in Zwitserland.
De World Triathlon is sinds 1989 de organisator van de Wereldkampioenschappen triatlon olympische afstand. Sinds 1994 werd dit aangevuld met het Wereldkampioenschappen triatlon lange afstand. In 2010 kwam daar de Wereldkampioenschappen triatlon sprint bij, in 2011 samen gebracht onder de koepel van de ITU World Championship Series.
Van 1991 tot 2008 werd eveneens de ITU wereldbeker triatlon georganiseerd.
Triatlon is eveneens een Olympische sport. In 1995 werd het als sportdiscipline opgenomen bij de Pan-Amerikaanse Spelen en werd het dus een onderdeel van de twaalfde Pan-Amerikaanse Spelen. Sinds 2000 is het een onderdeel van de Olympische Zomerspelen. De eerste Olympisch Kampioen in triatlon werd gehuldigd bij de Olympische Zomerspelen van de XXVIIe olympiade. Sinds 2006 is het ook een onderdeel van de Aziatische Spelen, en kwam het dus een eerste maal op de kalender tijdens de vijftiende Aziatische Spelen.
De World Triathlon heeft geen band met een aantal commerciële organisaties die triatlons organiseren en is dus niet betrokken bij de organisatie van de verschillende Ironman-wedstrijden, de Challenge, Powerman of ICan.
Tot de leden van de World Triathlon behoren de Nederlandse Triathlon Bond en de Belgian Triathlon & Duathlon Federation.